# 남민
남민(南民)은 당나라 문관 출신의 신라인이며, 영양 남씨의 시조이다. 당나라에서 일본에 사자로 파견 후 귀가 도중 태풍을 만나 조난한 뒤 신라에 정착하게 된다. 원래 이름은 김충(金忠)이지만, 당시 신라의 경덕왕은 그가 여남에서 왔다하여 여남의 남(南)이라는 성씨을 내렸다. 당에서 대동했던 맏아들 김석중(金錫中)은 김씨 성을 지켜 영양김씨를 이어 왔다.

## 참고 자료
- “남민(南敏)”. 韓国学中央研究院. 2022년 9월 17일에 원본 문서에서 보존된 문서.
- 金光林 (2014). “A Comparison of the Korean and Japanese Approaches to Foreign Family Names” (PDF). 《Journal of cultural interaction in East Asia》 (영어) (東アジア文化交渉学会). 19면. 2016년 3월 27일에 원본 문서 (PDF)에서 보존된 문서.